# Joseph Delaney
Joseph Delaney (ur. 25 lipca 1945 w Preston, zm. 16 sierpnia 2022) − brytyjski pedagog i autor książek z gatunku science fiction i fantasy.

## Życiorys
Joseph Delaney urodził się w 1945 r. w Preston. Pracował jako inżynier praktykant, a następnie uczęszczał na kursy wieczorowe przed rozpoczęciem studiów w 1972 r. Po zakończeniu nauki został nauczycielem języka angielskiego dzięki specjalizacji literackiej w dziedzinie wiedzy o wampirach. Pracował w charakterze wychowawcy, po czym pomógł utworzyć specjalizację Media and Film Studies Department w Blackpool Sixth Form College.
Jego pierwsze prace science fiction zostały napisane pod pseudonimem J. K. Haderack. Dopiero w 2004 r. zdecydował się wydawać pod własnym nazwiskiem, czego efektem jest pierwszy tom serii Kroniki Wardstone. Delaney zrezygnował z posady nauczyciela, aby w pełni poświęcić się karierze pisarskiej.
Dzięki książkom z serii Kroniki Wardstone pisarz osiągnął międzynarodowy sukces. Publikowane są one w 25 krajach, a ich sprzedaż w 2019 r. przekroczyła milion egzemplarzy.  W 2015 r. światło dzienne ujrzała filmowa adaptacja Kronik Wardstone zatytułowana Siódmy syn.
Joseph Delaney był żonaty, miał troje dzieci oraz dziewięcioro wnuków.

## OKronikach Wardstone
W Kronikach znajduje się wiele odniesień do miejsc znanych autorowi. Na przykład miasto Priestown oparte jest na Preston, gdzie się urodził; Caster to miasto Lancaster, Czarny Basen to Blackpool, a Chipenden to Chipping.

## Wybrane publikacje

### SeriaKroniki Wardstone
| Tytuł polski              | Tytuł oryginału         | Premiera oryginału | Polska premiera | Przekład        |
| ------------------------- | ----------------------- | ------------------ | --------------- | --------------- |
| Zemsta Czarownicy         | The Spook’s Apprentice  | 2004               | 2007            | Paulina Braiter |
| Klątwa z przeszłości      | The Spook’s Curse       | 2005               | 2007            | Paulina Braiter |
| Tajemnica starego mistrza | The Spook’s Secret      | 2006               | 2008            | Paulina Braiter |
| Wiedźmi spisek            | The Spook’s Battle      | 2007               | 2009            | Paulina Braiter |
| Pomyłka stracharza        | The Spook’s Mistake     | 2008               | 2009            | Paulina Braiter |
| Starcie demonów           | The Spook’s Sacrifice   | 2009               | 2010            | Paulina Braiter |
| Koszmar Stracharza        | Spook’s Nightmare       | 2010               | 2011            | Paulina Braiter |
| Cień Przeznaczenia        | Spook’s Destiny         | 2011               | 2012            | Paulina Braiter |
| Jestem Grimalkin          | Spook’s: I Am Grimalkin | 2011               | 2013            | Paulina Braiter |
| Krew stracharza           | The Spook’s Blood       | 2012               | 2013            | Paulina Braiter |
| Wijec                     | Spook’s: Slither's Tale | 2013               | 2014            | Paulina Braiter |
| Alice                     | Spook’s: Alice          | 2013               | 2014            | Paulina Braiter |
| Zemsta Stracharza         | The Spook’s Revenge     | 2014               | 2015            | Paulina Braiter |

#### Powiązane książki
- Bestiariusz Stracharza (oryg. Spook’s Bestiary, premiera oryginału 2010, polska premiera 2012)

### Kroniki Gwiezdnej Klingi
| Tytuł polski   | Tytuł oryginału            | Premiera oryginału | Polska premiera | Przekład        |
| -------------- | -------------------------- | ------------------ | --------------- | --------------- |
| Nowy mrok      | Spook’s: A New Darkness    | 2015               | 2016            | Paulina Braiter |
| Mroczna armia  | Spook’s: The Dark Army     | 2016               | 2017            | Paulina Braiter |
| Mroczna zemsta | Spook’s: The Dark Assassin | 2017               | 2017            | Paulina Braiter |

### Arena 13
| Tytuł polski | Tytuł oryginału | Premiera oryginału | Polska premiera | Przekład        |
| ------------ | --------------- | ------------------ | --------------- | --------------- |
| Arena 13     | Arena 13        | 2015               | 2016            | Paulina Braiter |
| Rytuał       | The Prey        | 2016               | 2016            | Paulina Braiter |
| Wojownik     | The Warrior     | 2017               | 2017            | Paulina Braiter |

### Aberrations
| Tytuł polski     | Tytuł oryginału     | Premiera oryginału | Polska premiera | Przekład        |
| ---------------- | ------------------- | ------------------ | --------------- | --------------- |
| Bestia się budzi | The Beast Awakens   | 2018               | 2018            | Paulina Braiter |
|                  | The Witch’s Warning | 2019               |                 |                 |